# 永康庄
永康庄為臺灣日治時期1920年至1945年間存在之行政區，轄屬臺南州新豐郡。永康庄在二戰後成為臺南縣永康鄉，1993年升格為永康市，在2010年隨著臺南縣市合併升格改為臺南市永康區至今。

## 行政區劃
永康庄在清治時期隸屬永康上中里、內武定里、長興上里、廣儲西里（部分），廣儲東里（部分），於日治時期1896年4月隸屬於臺南縣。1897年5月，永康上中里、長興上里隸屬「臺南辨務署」，內武定里、廣儲西里隸屬「灣裡辨務署」。1898年6月，內武定里、廣儲西里、廣儲東里改隸「大穆降辨務署」。1901年11月，縣和辨務署廢止，永康庄境內改隸屬於臺南廳，而永康上中里、長興上里隸屬「安平支廳」，內武定里、廣儲西里、廣儲東里隸屬「大目降支廳」。1904年3月，台南廳實施街庄整併，永康地區整併為11庄，成為日後大字的雛形。
1920年10月1日，原堡里之行政區廢除，街庄改為大字；永康上中里之網藔庄、埔姜頭庄、蜈蜞潭庄、蔦松庄，內武定里之三崁店庄、鹽行庄、六甲頂庄，長興上里之大灣庄，廣儲西里之西勢庄、王田庄，廣儲東里之車行庄等11個庄合併為「永康庄」，「埔姜頭庄」改稱「永康」，街庄名稱的「藔」改為「寮」；轄域內分為永康、網寮、蜈蜞潭、蔦松、三崁店、鹽行、六甲頂、大灣、西勢、王田、車行等11個大字。
| 1901年(臺南廳時期) | 1901年(臺南廳時期)                                       | 1909年(臺南廳時期) | 1909年(臺南廳時期) | 1920年(臺南州時期) | 1920年(臺南州時期) | 1945年(戰後) |
| ------------------ | -------------------------------------------------------- | ------------------ | ------------------ | ------------------ | ------------------ | ------------ |
| 永內區             | 甲內庄、網藔庄、土虱堀庄、石頭坑庄、瓦厝社、竹林仔庄     | 永內區             | 網藔庄             | 永康庄             | 網寮               | 永康鄉       |
| 永內區             | 埔姜頭庄、小橋庄、石車庄、小埤蔴園庄、大埤蔴園庄、埔仔庄 | 永內區             | 埔姜頭庄           | 永康庄             | 永康               | 永康鄉       |
| 永內區             | 烏水橋庄、蜈蜞潭庄、竹林前庄、角秀庄                     | 永內區             | 蜈蜞潭庄           | 永康庄             | 蜈蜞潭             | 永康鄉       |
| 永內區             | 蔦松庄、六甲尾庄、大路口庄                               | 永內區             | 蔦松庄             | 永康庄             | 蔦松               | 永康鄉       |
| 永內區             | 三崁店庄                                                 | 永內區             | 三崁店庄           | 永康庄             | 三崁店             | 永康鄉       |
| 永內區             | 北館庄、大竹林庄、鹽行庄、洲仔尾庄、一甲庄               | 永內區             | 鹽行庄             | 永康庄             | 鹽行               | 永康鄉       |
| 永內區             | 六甲頂庄、凹仔底庄                                       | 永內區             | 六甲頂庄           | 永康庄             | 六甲頂             | 永康鄉       |
| 長興區             | 大灣庄                                                   | 長興區             | 大灣庄             | 永康庄             | 大灣               | 永康鄉       |
| 廣儲區             | 車行庄                                                   | 廣儲區             | 車行庄             | 永康庄             | 車行               | 永康鄉       |
| 廣儲區             | 王田庄、五鬮厝庄、火燒店庄、對面庄                       | 廣儲區             | 王田庄             | 永康庄             | 王田               | 永康鄉       |
| 廣儲區             | 西勢庄、蕃薯厝庄、新庄仔庄、樹仔腳庄、後田庄             | 廣儲區             | 西勢庄             | 永康庄             | 西勢               | 永康鄉       |

## 設施
- 永康庄役場
- 州立臺南工業學校（今成大南工）
- 三崁店尋常小學校→常盤國民學校（戰後成為三崁店代用國民學校，1960年併入車路墘糖廠附設虎山代用國民學校後廢校[2]）
- 永康公學校→永康國民學校（今永康國小）
- 大灣公學校→大灣國民學校（今大灣國小）
- 永康公學校三崁店分校→三崁店國民學校（今三村國小）
- 永康飛行場
- 永康飛雁新村傳原通訊所
- 永康車站
- 臺灣製糖三崁店製糖所（永康糖廠）
- 三崁店神社